# Светско првенство у скоковима у воду 2017.
Светско првенство у скоковима у воду 2017. одржано је по 17. пут од 14. јула до 22. јула 2017. године као део програма Светског првенства у воденим спортовима чији домаћин је био мађарски главни град Будимпешта.
Такмичења су се одржавала на новоизграђеном базену спортског центра Дагаљи у Будимпешти. На такмичењу је учестовало укупно 245 такмичара из 42 државе. Подељено је укупно 13 комплета медаља, по 5 у мушкој и женској категорији, те 3 у мешовитим категоријама.

## Дисциплине и систем такмичења
На светском првенству у скоковима у воду такмичења су се одвијала у следећим дисциплинама:
- скокови са даске са висине од 1 метра у обе конкуренције појединачно (2 комплета медаља),
- скокови са даске са висине од 3 метра у обе конкуренције појединачно, синхронизовано (у пару) и синхронизовано у мешовитим паровима (укупно 5 комплета медаља)
- скокови са торња са висине од 10 метара у обе конкуренције појединачно, синхронизовано (у пару) и синхронизовано у мешовитим паровима (укупно 5 комплета медаља)
- екипно такмичење (1 комплет медаља)

Укупно је подељено 13 комплета медаља.
Сва појединачна такмичења одвијат ће се у три фазе: квалификације, полуфинале и финале. Редослед наступања током квалификација одређен је случајним компјутерским одабиром, док редослед наступа у осталим рундама зависи од резултата у квалификацијама. Пласман у полуфинале обезбедит ће по 18 такмичара/такмичарки са најбољим резултатима. У финалима ће учестовати 12 најбоље пласираних такмичара/такмичарки из полуфинала. Такмичења у скоковима са даске са висине од 1 метра састојат ће се из два дела (квалификације и финале), баш као и дисциплине са синхронизованим скоковима у обе конкуренције.
У мешовитим дисциплинама скакат ће се само финала.

## Сатница такмичења
Сатница је по локалном времену UTC+2.
| Датум         | Време | Дисциплина                                         |
| ------------- | ----- | -------------------------------------------------- |
| 14. јул 2017. | 11:00 | Мушкарци, даска 1 м, квалификацје                  |
| 14. јул 2017. | 16:00 | Жене, даска 1 м, квалификације                     |
| 15. јул 2017. | 10:00 | Мушкарци, даска 3 м синхронизовано, квалификације  |
| 15. јул 2017. | 13:00 | Торањ 10 м, мешовито финале                        |
| 15. јул 2017. | 16:00 | Жене, даска 1 м, финале                            |
| 15. јул 2017. | 18:30 | Мушкарци, даска 3 м, финале                        |
| 16. јул 2017. | 10:00 | Жене, торањ синхронизовано, квалификације          |
| 16. јул 2017. | 15:30 | Мушкарци, даска 1 м, финале                        |
| 16. јул 2017. | 18:30 | Жене, торањ 10 м синхронизовано, финале            |
| 17. јул 2017. | 10:00 | Жене, даска 3 м синхронизовано, квалификације      |
| 17. јул 2017. | 13:00 | Мушкарци, торањ 10 м синхронизовано, квалификације |
| 17. јул 2017. | 16:00 | Жене, даска 3 м синхронизовано, финале             |
| 17. јул 2017. | 18:30 | Мушкарци, торањ 10 м синхронизовано, финале        |
| 18. јул 2017. | 10:00 | Жене, торањ 10 м, квалификације                    |
| 18. јул 2017. | 15:30 | Жене, торањ 10 м, полуфинале                       |
| 18. јул 2017. | 18:30 | Мешовито екипно финале                             |
| 19. јул 2017. | 10:00 | Мушкарци, даска 3 м, квалификације                 |
| 19. јул 2017. | 15:30 | Мушкарци, даска 3 м, полуфиналеl                   |
| 19. јул 2017. | 18:30 | Жене, торањ 10 м, финале                           |
| 20. јул 2017. | 10:00 | Жене, даска 3 м, квалификације                     |
| 20. јул 2017. | 15:30 | Жене, даска 3 м, полуфинале                        |
| 20. јул 2017. | 18:30 | Мушкарци, даска 3 м, финале                        |
| 21. јул 2017. | 10:00 | Мушкарци, торањ 10 м, квалификације                |
| 21. јул 2017. | 15:30 | Мушкарци, торањ 10 м, полуфинале                   |
| 21. јул 2017. | 18:30 | Жене, даска 3 м, финале                            |
| 22. јул 2017. | 14:00 | Даска 3 м, мешовити тимови, финале                 |
| 22. јул 2017. | 17:00 | Мушкарци, торањ 10 м, финале                       |

## Земље учеснице
На светском првенству у скоковима у воду учестовале су укупно 42 земље, односно 245 такмичара.
- Аустралија (10)
- Аустрија (1)
- Белорусија (5)
- Бразил (6)
- Велика Британија (12)
- Венецуела (4)
- Грузија (2)
- Доминиканска Република (1)
- Египат (6)
- Ирска (1)
- Италија (11)
- Јамајка (1)
- Јапан (5)
- Јерменија (3)
- Јужна Африка (4)
- Јужна Кореја (6)
- Канада (11)
- Кина (17)
- Колумбија (10)
- Куба (6)
- Литванија (2)
- Мађарска (5)
- Макао (4)
- Малезија (8)
- Мексико (16)
- Немачка (12)
- Нови Зеланд (4)
- Пољска (3)
- Порторико (1)
- Румунија (2)
- Русија (12)
- Северна Кореја (5)
- Сингапур (4)
- САД (16)
- Србија (1)
- Узбекистан (3)
- Украјина (12)
- Финска (3)
- Француска (4)
- Холандија (4)
- Хрватска (2)
- Чиле (2)
- Швајцарска (6)
- Шпанија (3)

## Освајачи медаља
| Дисциплина                                   |                                          | Резултат |                                               | Резултат |                                                   | Резултат |
| мушкарци појединачно                         |                                          |          |                                               |          |                                                   |          |
| даска 1 м                                    | Пенг Ђенфенг (КИН)                       | 448,40   | Хе Чао (КИН)                                  | 447,20   | Ђовани Точи (ИТА)                                 | 444,25   |
|                                              |                                          |          |                                               |          |                                                   |          |
| даска 3 м                                    | Сје Сији (КИН)                           | 547,10   | Патрик Хауздинг (НЕМ)                         | 526,15   | Иља Захаров (РУС)                                 | 505,90   |
|                                              |                                          |          |                                               |          |                                                   |          |
| торањ 10 м                                   | Том Дејли (ВБР)                          | 590,95   | Чен Ајсен (КИН)                               | 585,25   | Јанг Ђен (КИН)                                    | 656,15   |
| мушкарци синхронизовано                      |                                          |          |                                               |          |                                                   |          |
| 3 м даска                                    | Русија · Јевгениј Кузњецов · Иља Захаров | 352,98   | Кина · Цао Јуен · Сје Сији                    | 323,28   | Украјина · Олег Колодиј · Иља Кваша               | 318,12   |
|                                              |                                          |          |                                               |          |                                                   |          |
| 10 м торањ                                   | Кина · Чен Ајсен · Јанг Хао              | 498,48   | Русија · Александар Бондар · Виктор Минибајев | 458,85   | Немачка · Патрик Хауздинг · Саша Клајн            | 440,82   |
| жене појединачно                             |                                          |          |                                               |          |                                                   |          |
| даска 1 м                                    | Медисон Кини (АУС)                       | 314,95   | Надежда Бажина (РУС)                          | 304,70   | Елена Бертоки (ИТА)                               | 296,40   |
|                                              |                                          |          |                                               |          |                                                   |          |
| даска 3 м                                    | Ши Тингмао (КИН)                         | 383,50   | Ванг Хан (КИН)                                | 359,40   | Џенифер Абел (КАН)                                | 351,55   |
|                                              |                                          |          |                                               |          |                                                   |          |
| торањ 10 м                                   | Џанг Ђуен Хунг (МЛЗ)                     | 397,50   | Си Јађе (КИН)                                 | 396,00   | Жен Ћен (КИН)                                     | 391,95   |
| жене синхронизовано                          |                                          |          |                                               |          |                                                   |          |
| 3 м даска                                    | Кина · Чанг Јани · Ши Тингмао            | 333,30   | Канада · Џенифер Абел · Мелиса Ситрини-Болије | 323,43   | Русија · Надежда Бажина · Кристина Иљиних         | 312,60   |
|                                              |                                          |          |                                               |          |                                                   |          |
| 10 м торањ                                   | Кина · Жен Ћен · Си Јађе                 | 352,56   | Северна Кореја · Ким Мире · Ким Кукхјанг      | 336,48   | Малезија · Џанг Ђуен Хунг · Панделела Ринонг      | 328,74   |
| мешовите дисциплине, синхронизовано и екипно |                                          |          |                                               |          |                                                   |          |
| 3 м даска син микс                           | Кина · Ванг Хан · Ли Џенг                | 323,70   | Велика Британија · Грејс Рид · Том Дејли      | 308,04   | Канада · Џенифер Абел · Франсоа Имбо-Дулак        | 297,72   |
|                                              |                                          |          |                                               |          |                                                   |          |
| 10 м торањ син микс                          | Кина · Жен Ћен · Љен Ђуенђе              | 352,98   | Велика Британија · Луиз Тулсон · Мети Ли      | 323,28   | Северна Кореја · Ким Мире · Хјон Илмјонг          | 318,12   |
|                                              |                                          |          |                                               |          |                                                   |          |
| екипно                                       | Француска · Лаура Марино · Матје Росе    | 406,40   | Мексико · Вивијана дел Анхел · Ромел Пачеко   | 402,35   | Сједињене Државе · Криста Палмер · Дејвид Динсмор | 395,90   |

## Биланс медаља
| Ранг   | Држава           | Злато | Сребро | Бронза | Укупно |
| ------ | ---------------- | ----- | ------ | ------ | ------ |
| 1.     | Кина             | 8     | 5      | 2      | 15     |
| 2.     | Русија           | 1     | 2      | 2      | 5      |
| 3.     | Велика Британија | 1     | 2      | 0      | 4      |
| 4.     | Малезија         | 1     | 0      | 1      | 2      |
| 5.     | Аустралија       | 1     | 0      | 0      | 1      |
| 5.     | Француска        | 1     | 0      | 0      | 1      |
| 7.     | Канада           | 0     | 1      | 2      | 3      |
| 8.     | Немачка          | 0     | 1      | 1      | 2      |
| 8.     | Северна Кореја   | 0     | 1      | 1      | 2      |
| 10.    | Мексико          | 0     | 1      | 0      | 1      |
| 11.    | Италија          | 0     | 0      | 2      | 2      |
| 12.    | Украјина         | 0     | 0      | 1      | 1      |
| 12.    | Сједињене Државе | 0     | 0      | 1      | 1      |
| Укупно | Укупно           | 13    | 13     | 13     | 39     |